# Ladis

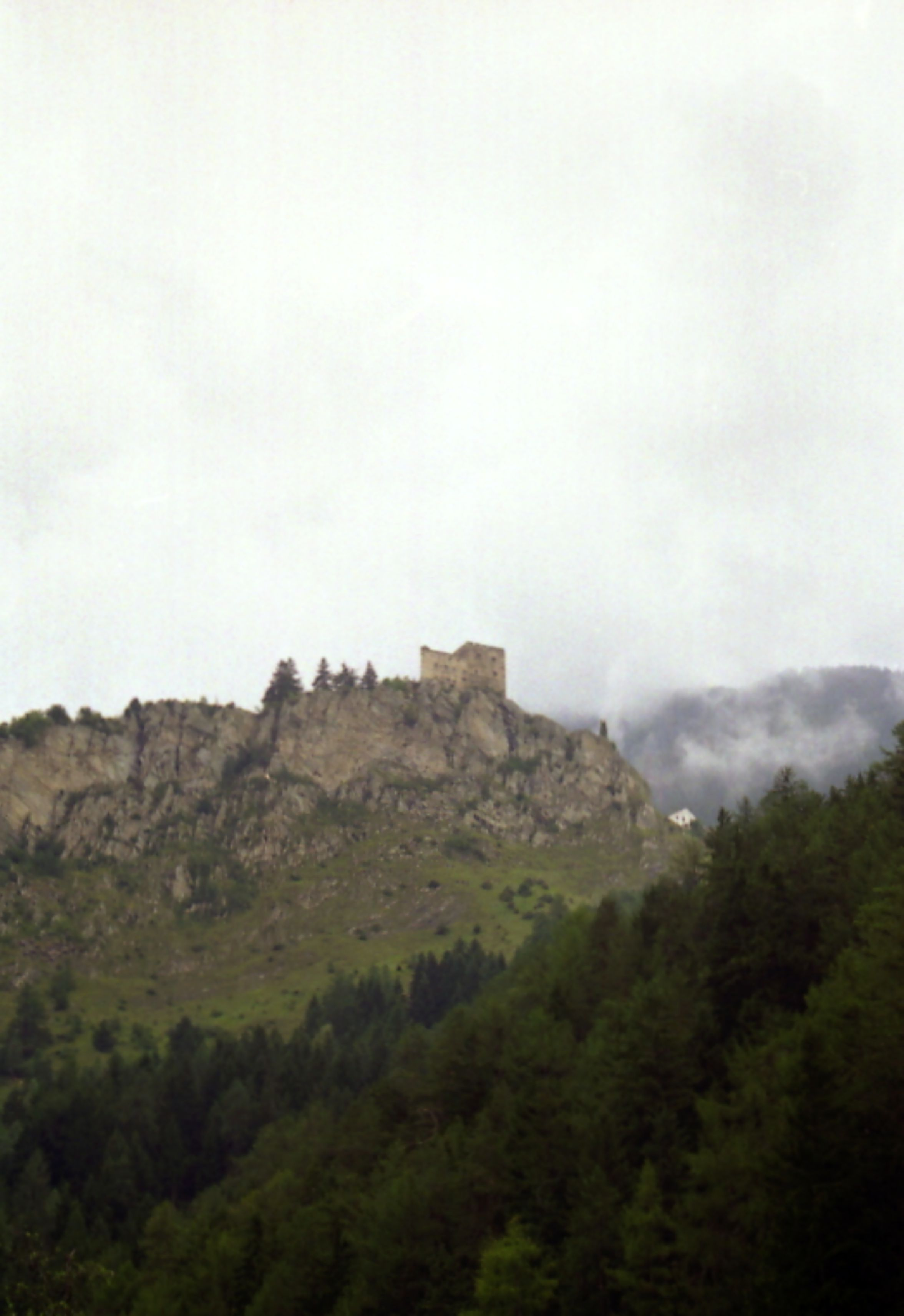
Ruïne Laudegg

Ladis is een gemeente in het district Landeck in de Oostenrijkse deelstaat Tirol. Het dorp ligt samen met de dorpen Serfaus en Fiss op het zogenoemde Zonneterras van Tirol (2000 zonuren per jaar), vijfhonderd meter boven het Oberinntal aan de voet van de Samnaungroep.
De belangrijkste bezienswaardigheid van Ladis is de ruïne van de burcht Laudegg (13e eeuw). Deze ruïne is gedeeltelijk gerestaureerd en weer bewoond en staat op een heuvel boven het dorp. De parochiekerk van Ladis is classicistisch en is gebouwd door Johann Moosbrugger.
Op een halfuurtje wandelen van het dorp ligt Obladis (1386 m), met onder andere een zwavelbron. Ook Ladis zelf heeft een zwavelbron. De geneeskrachtige bronnen werden in 1212 ontdekt.